# 가정초등학교
가정초등학교는 대한민국 강원도 춘천시 남면 가정리 838에 있었던 공립 초등학교이다.

## 학교 연혁
- 1937년 9월 1일 : 가정공립보통학교 설립인가
- 1938년 4월 1일 : 가정공립심상소학교로 개칭
- 1941년 4월 1일 : 가정공립국민학교로 개칭
- 1945년 9월 17일 : 가정국민학교로 개칭
- 1996년 3월 1일 : 가정초등학교로 개칭
- 2009년 3월 1일 : 폐교, 남산초등학교로 통합

## 폐교 이후
폐교 이후, 가정초등학교 자리에는 가정중학교가 2017년에 개교하였다.